# Túmulo trácio de Svechtari
O túmulo trácio de Svechtari encontra-se a 2,5 km a sudoeste da povoação de Svechtari, Província de Razgrad, que se situa a 42 km a nordeste de Razgrad, na região nordeste da Bulgária.
Esta túmulo trácio descoberto em 1982 pertence ao século III a.C. e reflete os princípios estruturais básicos correspondentes às construções religiosas trácias. A decoração arquitetônica da tumba é considerada única devido aos seus cariátides policromadas metade humanas, metade plantas e os seus murais pintados. Os alto-relevos das dez figuras femininas esculpidas nas paredes da recâmara central e os decorados da luneta na abóbada são os únicos exemplos deste tipo que se têm encontrado por enquanto em território trácio. O túmulo é um recordatório excepcional da cultura dos getas, uma tribo trácia que, segundo os geógrafos da Antiguidade, esteve em contato com as civilizações helenística e hiperbórea.
Em 1985, a Unesco designou o túmulo trácio de Svechtari Patrimônio da Humanidade.